# 踩地雷

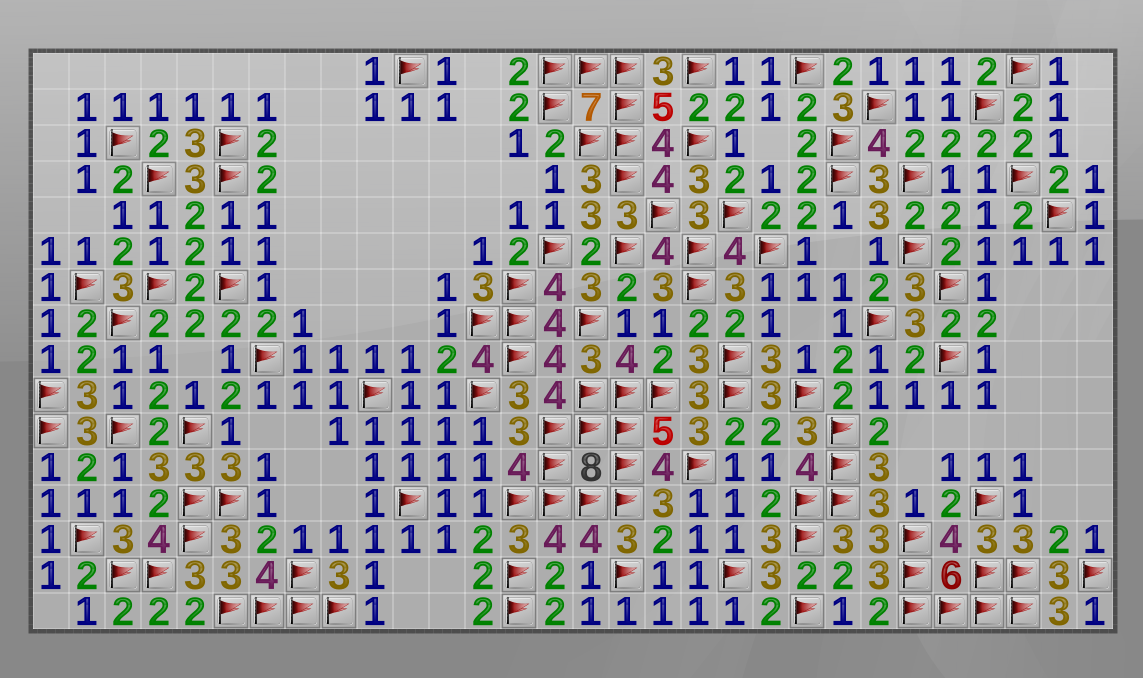
《KMines》是自由开源的扫雷版本，图为专家模式下获胜的情景

扫雷游戏是一类逻辑谜题类电子游戏。游戏界面由一系列可点击的方块组成，某些方块中隐藏着「地雷」。玩家需打开所有无雷方块，但不能触发地雷。已打开方块上显示的数字展现了周围地雷数量。
在基本玩法之上，还衍生出了许多其他版本，例如《Minesweeper X》、《Crossmines》、《Minehunt》等。此外，扫雷游戏也被嵌入到其他游戏中作为小游戏出现，如《RuneScape》，以及《我的世界》2015年的愚人节版本。
至于扫雷游戏的起源，目前仍不十分明确。《PCGamesN》和Cracked.com指出，1973年杰里马克·拉特利夫（Jerimac Ratliff）的《Cube》是这一类型游戏的鼻祖。不过TechRadar称最早的版本是1990年的《微软扫雷》；而Eurogamer则认为，1983年由伊恩·安德鲁（Ian Andrew）开发的《Mined-Out》属扫雷游戏，《微软扫雷》受到其影响。《微软扫雷》的开发者柯特·约翰逊（Curt Johnson）承认，他在设计游戏时借鉴了其他游戏，但并不是《Mined-Out》。

## 玩法
扫雷为益智类游戏。游戏中，地雷随机散布在由许多方块构成的区域内。每个方块有三种状态：未打开、已打开、已标记。未打开的方块为空白且可供点击；一旦点击打开，方块便会显示相应信息；而标记则是玩家用来标示可能藏有地雷的位置。
玩家点击任一方块将其打开：如果点到了地雷，游戏就结束；反之，方块会显示一个数字，代表其周围（包括对角线方向）隐藏的地雷数量，或者显示为空白（也可视作「0」）。当显示为空白时，与其相邻且没有地雷的方块会自动一并打开。玩家也可以手动标记方块（通常会显示一个小旗），以提示该处可能有地雷。被标记的方块仍被视作未打开，玩家随时可以点击它们。在部分版本中，如果某个已打开方块周围显示的数字等于周边已标记方块的数量，则会自动打开所有未标记的相邻方块，这个操作称为「chording」。

### 目标与策略
一局扫雷游戏开始于玩家首次点击某个方块。在某些版本中，首次点击总是安全的，有的甚至保证第一次点击后，该方块周围的所有方块都没有地雷。游戏过程中，玩家需要依靠已打开方块显示的信息，逐步推断出哪些方块没有地雷，并继续打开它们。同时，游戏中会显示剩余地雷的数量，该数值等于地雷总数减去已标记的方块数。因此，若标记过多，地雷数量可能会为负数。:296-297

要顺利通关，玩家必须在不触发任何地雷的情况下，将所有无雷方块打开。游戏没有得分，但会记录玩家完成游戏所用的时间。难度可以通过增加地雷数量或使用更大的区域来提升。有的游戏版本会提供三种默认设置：初级、中级、高级，难度依次递增。一般来说，初级多为8×8或9×9的区域，含10个地雷；中级为16×16，含40个地雷；高级则为30×16，含99个地雷。同时，有些版本允许玩家自定义区域尺寸和地雷数量。

一局初级（9×9）难度的扫雷游戏从开始到完成的过程
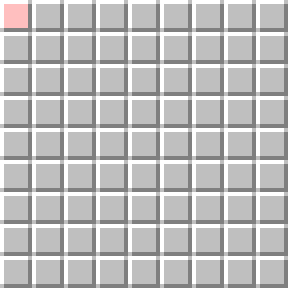
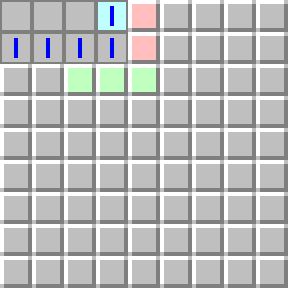
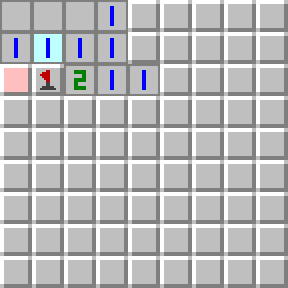
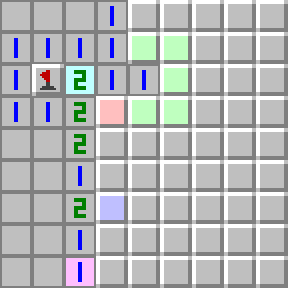
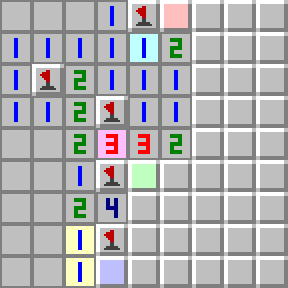
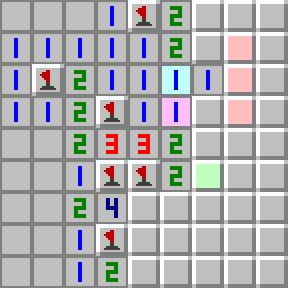
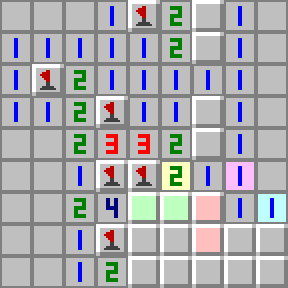
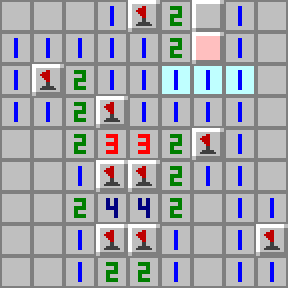
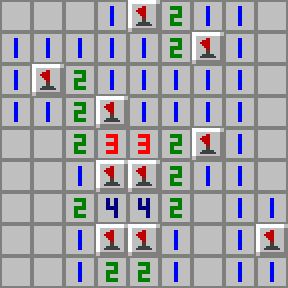

## 历史
《PCGamesN》的、Cracked.com的亚当·韦尔斯与均指出，1973年杰里马克·拉特利夫（Jerimac Ratliff）于《Creative Computing》上投稿的《Cube》是这一类型游戏的鼻祖。不过，根据TechRadar的说法，扫雷游戏是微软在1990年代开发的；但Eurogamer的丹·格里利奧普洛斯称，伊恩·安德鲁（Ian Andrew）于1983年为ZX Spectrum开发了游戏《Mined-Out》，该游戏「较不为人知、设计精巧」，包括《微软扫雷》在内的其他扫雷游戏深受其启发；安德鲁本人更称，《微软扫雷》抄袭了《Mined-Out》。《微软扫雷》首次出现在1990年随Windows 3.11附送的微软娱乐包中，由罗伯特·唐纳（Robert Donner）和柯特·约翰逊（Curt Johnson）开发。约翰逊曾表示，《微软扫雷》的设计借鉴了另一款游戏，不过并非《Mined-Out》，他自称忘记具体是哪款游戏了。Cracked.com的韦尔斯和写道，《微软扫雷》功能较少，但由于捆绑在Windows操作系统中，因此知名度较高。《怀旧玩家》的还与Authoritative Minesweeper网站的创始人达明·穆尔（Damien Moore）讨论过，后者认为《Relentless Logic》直接影响到了《微软扫雷》，但也称《Mined-Out》对其有所影响。还提到，1982年《Sinclair User》杂志中的《Minefield》也是更早的例子。另一早期版本是SunOS上的游戏《Mines》，由汤姆·安德森（Tom Anderson）编写，于1987年发布；据Authoritative Minesweeper介绍，该游戏于1990年被移植到X窗口系统上。
2001年，意大利「国际禁扫雷运动」（International Campaign to Ban Winmine）认为《微软扫雷》「冒犯了地雷受难者」，要求更换游戏题材。随后，Windows Vista版的《微软扫雷》在设计上做了调整，用鲜花代替了原本的地雷图块。

## 其他版本
在传统扫雷游戏的基础上，出现了许多扩展玩法，增添了不少新元素。《Minesweeper X》是《微软扫雷》的仿品，改进了随机性和统计功能，因此很受那些追求极速通关的玩家欢迎。《Arbiter》和《Viennasweeper》也是类似的仿品，功能上与《Minesweeper X》类似。《Crossmines》增加了连锁地雷和不规则区块，使玩法更复杂。《BeTrapped》则将扫雷的设定转化为解谜游戏。此外，网上还有不少直接模仿《微软扫雷》的版本。
扫雷游戏还以不同形式出现在其他游戏中：《RuneScape》中的小游戏Vinesweeper借鉴了扫雷游戏；非日文版的《宝可梦 心金/魂银》包含了扫雷的变体；2015年《我的世界》在愚人节更新中添加了扫雷小游戏；HP-48G图形计算器内置的「Minehunt」要求玩家从游戏区域的一角安全移动到另一角，提示仅为周围地雷数；在Google搜索中搜索「扫雷」后，就能触发隐藏的扫雷游戏彩蛋。
另外，还有一种适合纸上玩的逻辑益智版扫雷：开始时部分方块已经显示，玩家无法再打开更多方块，只能正确标记剩余的地雷。与传统扫雷游戏不同，这类谜题通常只有唯一解。此类谜题被称为「天体图」。

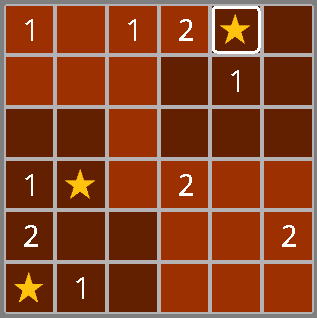
天体图谜题
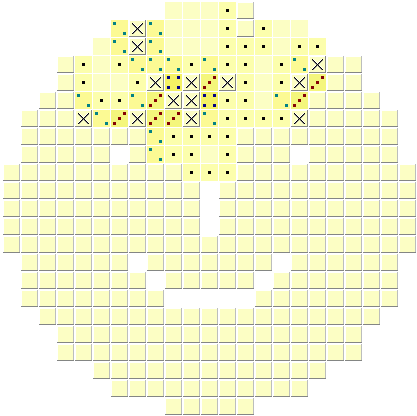
非矩形版
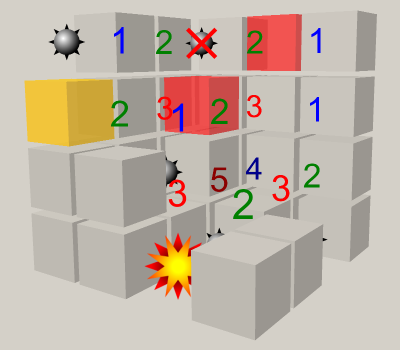
3D版
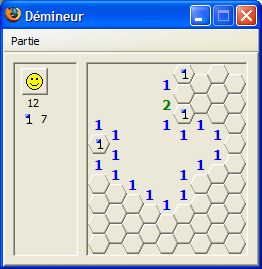
六边形版
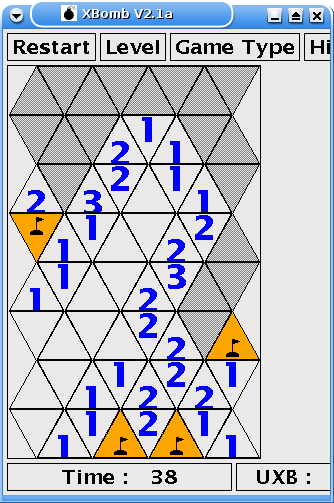
三角形版
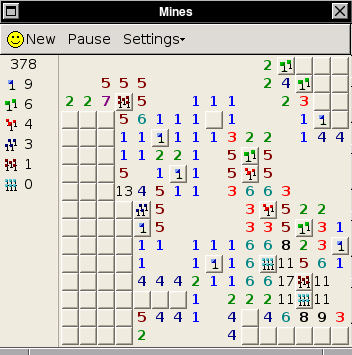
单格多雷版
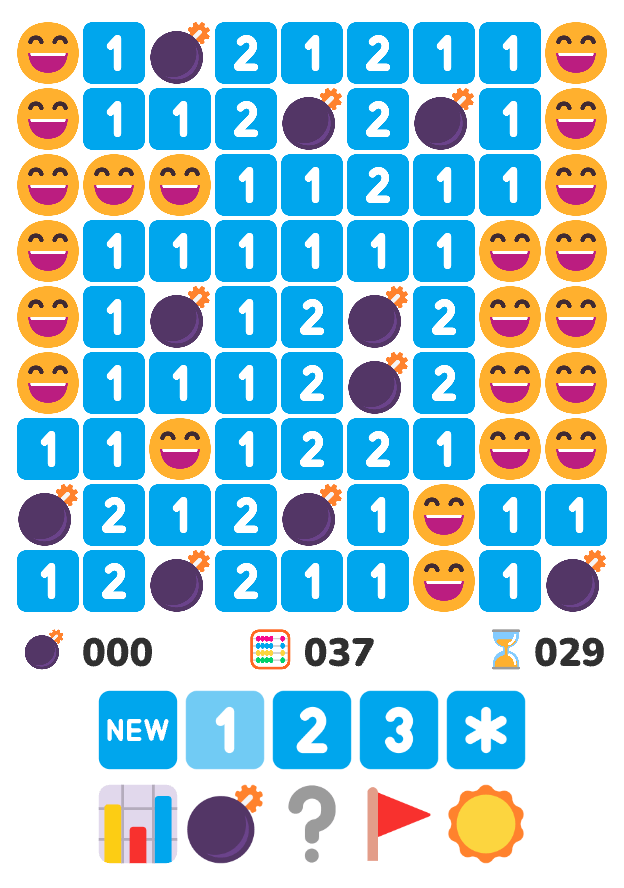
表情符号版

## 竞技
竞技扫雷的玩家目标是在最短时间内通关，他们往往会记住各种常见的数字组合来缩短解题时间。有的玩家会使用「1.5 Click」技巧，更快地发现周围的地雷，而也有玩家选择不标记地雷。目前，形成了专门的扫雷玩家社区，相关讨论主要集中在Minesweeper.info等网站上。据《吉尼斯世界纪录大全》记载，截至2025年，最快完成扫雷三种难度记录的是Kamil Murański于2014年创造的38.65秒。

## 计算复杂性
2000年，萨迪·凯（Sadie Kaye）提出证明：在扫雷游戏中，给定一个由已揭示、已正确标记和未知状态的方格组成的雷区，且所有已揭示方格的数字均已显示，判断是否存在一种地雷布置，使得该局面符合游戏规则，这一问题是NP完全的。她使用构造性证明，即提供了一种方法，可以将任意布尔电路快速转化为这样一个雷区；而且，该雷区存在合法的地雷布局，当且仅当原布尔电路可满足。利用这种地雷布局作为证明证据，就证明了该问题属于NP类。
不过，如果一个扫雷局面已经保证自洽（数字、标记和未知方格之间没有矛盾），那么判断其是否有解的问题目前虽未被证明为NP完全，但已被证明为co-NP完全。在这种情况下，扫雷还表现出类似于k-SAT的相变现象：当雷区中超过25%的方格含有地雷时，要解出局面就只能依赖猜测，而猜对正确地雷布局的概率非常低，并且随着局面规模增大，这个概率会呈现指数级下降。
此外，凯还证明了无限版扫雷具有图灵完备性。

### 脚注
1. ↑  李丽华; 魏树权. . 电脑知识与技术. 2016, 12 (22): 108–110. doi:10.14004/j.cnki.ckt.2016.3005. CNKI DNZS201622049 （中文（中国大陆））.
2. ↑  张锦歌; 夏敏捷. . 电脑编程技巧与维护. 2016, (18): 79–84. doi:10.16184/j.cnki.comprg.2016.18.032. CNKI DNBC201618037 （中文（中国大陆））.
3. 1 2 3 4 5 6 7 8 9 10 11  Edwards, Benj. . How-To Geek. 2020-10-08  [2022-08-02]. （原始内容存档于2022-10-09） （英语）.
4. 1 2 3 4 5 6  . Authoritative Minesweeper.   [2022-04-22]. （原始内容存档于2022-06-12） （英语）.
5. ↑  . Authoritative Minesweeper.   [2022-04-02]. （原始内容存档于2022-04-02） （英语）. Windows Vista introduced guaranteed openings [a cell with no adjacent mines] on the first click...
6. ↑  Leonhard, Woody. . John Wiley & Sons. 2009-08-19. ISBN 9780470550168 –Google Books （英语）.
7. 1 2  Freeman, Will. . PCGamesN. Network N Media. 2020-05-06  [2024-04-29]. （原始内容存档于2024-01-16） （英国英语）.
8. 1 2  Wears, Adam; Avery, Jim. . Cracked.com. Literally Media. 2012-01-13  [2024-04-28]. （原始内容存档于2023-09-26） （美国英语）.
9. 1 2 3 4 5 6  Cobbett, Richard. . TechRadar. 2009-05-05  [2022-02-13]. （原始内容存档于2022-02-13） （英语）.
10. 1 2 3 4 5 6 7 8 9 10  Griliopoulos, Dan. . Eurogamer. Gamer Network. 2014-07-21  [2024-04-28]. （原始内容存档于2024-04-04） （英国英语）.
11. ↑  Mason, Graeme. . Retro Gamer. No. 124 (Imagine Publishing). 2014-01: 56–7. ISSN 1742-3155 （英国英语）.
12. ↑  . Authoritative Minesweeper.   [2024-12-14]. （原始内容存档于2024-12-25） （英语）.
13. ↑  Blincoe, Robert. . The Register.   [2022-07-24]. （原始内容存档于2022-07-24） （英国英语）.
14. ↑  Scullion, Chris. . officialnintendomagazine.co.uk. 2010-02-03  [2020-01-13]. （原始内容存档于2010-02-06） （英语）.
15. ↑  Shinkle, Ky. . Screen Rant. 2022-05-07  [2022-07-23]. （原始内容存档于2022-07-23） （英语）.
16. ↑  . hp48 archive.   [2022-07-23]. （原始内容存档于2022-07-13） （英语）.
17. ↑  Sidhwani, Priyansh. . TechStory. 2022-10-06  [2022-12-13]. （原始内容存档于2022-12-13） （美国英语）.
18. ↑  . Puzzle Magazine.   [2022-07-24]. （原始内容存档于2022-08-28） （英语）.
19. ↑   (PDF). University of Central Florida.   [2025-02-03]. （原始内容存档 (PDF)于2025-02-03） （英语）.
20. ↑  . Guinness World Records.   [2025-02-02]. （原始内容存档于2025-02-02） （中文及英语）.
21. ↑  . birmingham.ac.uk. University of Birmingham.   [2023-10-16]. （原始内容存档于2023-11-23） （英语）.
22. ↑  Kaye, Richard. . Mathematical Intelligencer. March 2000, 22 (2): 9–15  [2004-08-20]. ISSN 1866-7414. S2CID 122435790. doi:10.1007/BF03025367. （原始内容存档于2004-08-15） （英语）.
23. ↑  Scott, Allan; Stege, Ulrike; van Rooij, Iris. . The Mathematical Intelligencer. December 2011, 33 (4): 5–17. S2CID 122506352. doi:10.1007/s00283-011-9256-x （英语）.
24. ↑  Dempsey, Ross; Guinn, Charles. . 2020. arXiv:2008.04116  [cs.AI] （英语）.
25. ↑  Kaye, Richard.  (PDF). 2007-05-31  [2016-07-08]. （原始内容 (PDF)存档于2016-08-03） （英语）.